# Alexandrina da Prússia (1842–1906)
Frederica Guilhermina Luísa Isabel Alexandrina da Prússia (em alemão: Friederike Wilhelmine Luise Elisabeth Alexandrine von Preußen; Berlim, 1 de fevereiro de 1842 – Schloss Marley, 26 de março de 1906) foi um membro da Casa de Hohenzollern e filha do príncipe Alberto da Prússia e da sua esposa, a princesa Mariana dos Países Baixos.

## Família e primeiros anos

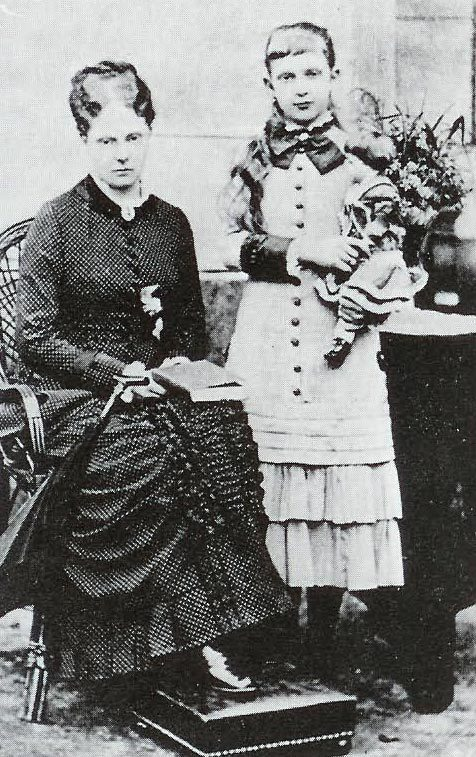
Alexandrina com a sua irmã mais velha, Carlota, ca. 1853.

Alexandrina ('Addy') era a filha mais nova do príncipe Alberto da Prússia e da sua esposa, a princesa Mariana dos Países Baixos. Recebeu o nome em homenagem à sua tia (e, mais tarde, sogra) a grã-duquesa Alexandrina de Meclemburgo-Schwerin. Tinha dois irmãos mais velhos que chegaram à idade adulta, a princesa Carlota (depois princesa-herdeira de Saxe-Meiningen), e o príncipe Alberto. O casamento dos seus pais foi dissolvido a 28 de Março de 1849. Em 1853, o seu pai voltou a casar-se, desta vez com uma dama-de-honra da corte chamada Rosalie von Rauch, que recebeu o título de condessa de Hohenau. O casal teve dois filhos. A sua mãe também se voltou a casar morganaticamente com um antigo cocheiro chamado Johannes van Rossum de quem teve descendência.
Devido ao casamento atribulado dos pais, Alexandrina foi praticamente adoptada do seu tio, o rei Frederico Guilherme IV da Prússia e da sua esposa, a rainha Isabel Ludovica, que não tinham filhos, e tornou-se a sua protegida. Alexandrina vivia com o casal e foi criada como sua filha.

## Casamento

### Perspectivas de casamento
Quando era jovem, Alexandrina chegou a ser considerada para se casar com Alberto Eduardo, príncipe de Gales (o futuro rei Eduardo VII do Reino Unido), que era um ano mais velho do que ela, no entanto, a irmã dele, a princesa-herdeira Vitória ('Vicky') da Prússia não a achava suficientemente "inteligente ou bonita". O príncipe acabaria por se casar com a princesa Alexandra da Dinamarca. Apesar dos comentários que fez sobre ela, Vicky gostava de Alexandrina e escreveu à sua mãe que ela era "uma jovem excelente e muito admirada por aqui".  Em termos financeiros, um casamento com Alexandrina também era vantajoso; a princesa já possuía o equivalente a um milhão de dólares de herança do lado da mãe e iria receber ainda mais dinheiro quando se casasse. Por isso, Vicky tentou casá-la com outro parente britânico, o príncipe Jorge, duque de Cambridge. No entanto, esses planos também nunca se concretizaram.

### Casamento

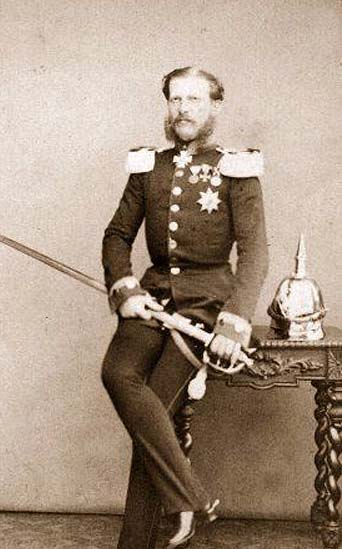
O marido de Alexandra, o duque Guilherme.

A 9 de Dezembro de 1865, Alexandrina casou-se com um dos seus primos, o duque Guilherme de Meclemburgo-Schwerin (1827–1879) que era muito mais velho do que ela. Guilherme era o filho mais novo de Paulo Frederico, grão-duque de Meclemburgo e com a tia de Alexandrina com quem ela partilhava o nome, a princesa Alexandrina da Prússia. Apesar de o objectivo do casamento foi dar segurança a Alexandrina para o seu futuro, nunca foi uma união por amor. Alexandrina chorou durante toda a cerimónia. Vicky descreveu o casamento da seguinte forma à sua mãe, a rainha Vitória:

"O casamento foi celebrado com a maior pompa, mas tinha o ar solene de um funeral – não havia nada de alegre, festivo nem nupcial. A única coisa que me causou boa impressão foi a querida Addy que, apesar de estar sempre a chorar, teve uma postura tão digna e comovente que nunca a achei tão bonita. Passou por tudo com grande firmeza – mas não a vi sorrir nem uma vez. Não parecia nem um pouco uma noiva, mas tinha um aspecto muito elegante e distinto. O aspecto de noivo foi sempre o mais mavaldo possível. Não encontrei nem um pouco de suavidade nem sentimento".

 Além disso, Guilherme tinha a reputação de ser bêbado e ter uma personalidade dissoluta, por isso foi surpreendente que a rainha Isabel, que era extremamente religiosa e tinha ficado viúva recentemente, tivesse permitido a união. Guilherme tinha perdido o seu posto de comando no exército prussiano duas vezes e, pouco tempo antes de se casar com Alexandrina, tinha pedido a bailarina Marie Taglioni em casamento; por tudo isto, era visto como a "ovelha negra" da família. Apesar disso, a rainha deu a a sua permissão à sobrinha e ofereceu-lhe um enxoval de roupas e jóias caras. Outro dos seus tios, o imperador Guilherme I deu-lhe um opulente colar de diamantes e a sua mãe, a princesa Mariana, ofereceu-lhe um colar de ametistas siberianas e um diadema de esmeraldas.

### Vida de casada e últimos anos
O irmão mais velho de Guilherme, Frederico Francisco, já tinha muitos filhos dos seus dois casamentos, por isso não havia hipóteses de Guilherme e Alexandrina alguma vez sucederem ao trono de Meclemburgo-Schwerin. Durante o seu casamento, viveram no Palácio de Bellevue em Berlim; Alexandrina esteve muito poucas vezes em Meclemburgo, o grão-ducado do marido. O casamento foi infeliz e Alexandrina tentou fugir dele várias vezes, mas foi sempre pressionada a regressar pela sua poderosa tia Alexandrina. Guilherme conseguiu obter com dificuldade um posto de comando no exército prussiano durante a Guerra Franco-Prussiana. Ficou gravemente ferido numa explosão durante a guerra, mas viveu até 1879. O casal teve apenas uma filha:
- Carlota de Mecklenburg-Schwerin (7 de Novembro de 1868 - 20 de Dezembro de 1944); casada com Henrique XVIII, Príncipe Reuss de Köstritz; com descendência.

Após a morte do marido, Alexandrina passou a dedicar-se exclusivamente à sua filha e aparecia pouco em eventos públicos. Alexandrina morreu a 26 de Março de 1906 no Schloss Marley, perto de Potsdam, Brandemburgo, Alemanha. O Palácio de Bellevue passou a ser ocupado pelo príncipe Eitel Frederico da Prússia e pela sua esposa, a duquesa Sofia Carlota de Oldemburgo.

## Genealogia
| Alexandrina da Prússia | Pai: Alberto da Prússia        | Avô paterno: Frederico Guilherme III da Prússia | Bisavô paterno: Frederico Guilherme II da Prússia             |
| Alexandrina da Prússia | Pai: Alberto da Prússia        | Avô paterno: Frederico Guilherme III da Prússia | Bisavó paterna: Frederica Luísa de Hesse-Darmstadt            |
| Alexandrina da Prússia | Pai: Alberto da Prússia        | Avó paterna: Luísa de Meclemburgo-Strelitz      | Bisavô paterno: Carlos II, Grão-Duque de Meclemburgo-Strelitz |
| Alexandrina da Prússia | Pai: Alberto da Prússia        | Avó paterna: Luísa de Meclemburgo-Strelitz      | Bisavó paterna: Frederica de Hesse-Darmstadt                  |
| Alexandrina da Prússia | Mãe: Mariana dos Países Baixos | Avô materno: Guilherme I dos Países Baixos      | Bisavô materno: Guilherme V, Príncipe de Orange               |
| Alexandrina da Prússia | Mãe: Mariana dos Países Baixos | Avô materno: Guilherme I dos Países Baixos      | Bisavó materna: Guilhermina da Prússia, Princesa de Orange    |
| Alexandrina da Prússia | Mãe: Mariana dos Países Baixos | Avó materna: Guilhermina da Prússia             | Bisavô materno: Frederico Guilherme II da Prússia             |
| Alexandrina da Prússia | Mãe: Mariana dos Países Baixos | Avó materna: Guilhermina da Prússia             | Bisavó materna: Frederica Luísa de Hesse-Darmstadt            |